# Гірські дощові ліси Північно-Західних Гат
Гірські дощові ліси Північно-Західних Гат (ідентифікатор WWF: IM0135) — індомалайський екорегіон тропічних та субтропічних вологих широколистяних лісів, розташований в горах Західних Гат на південному заході Індії. Він вирізняється високим видовим різноманіттям та рівнем ендемізму.

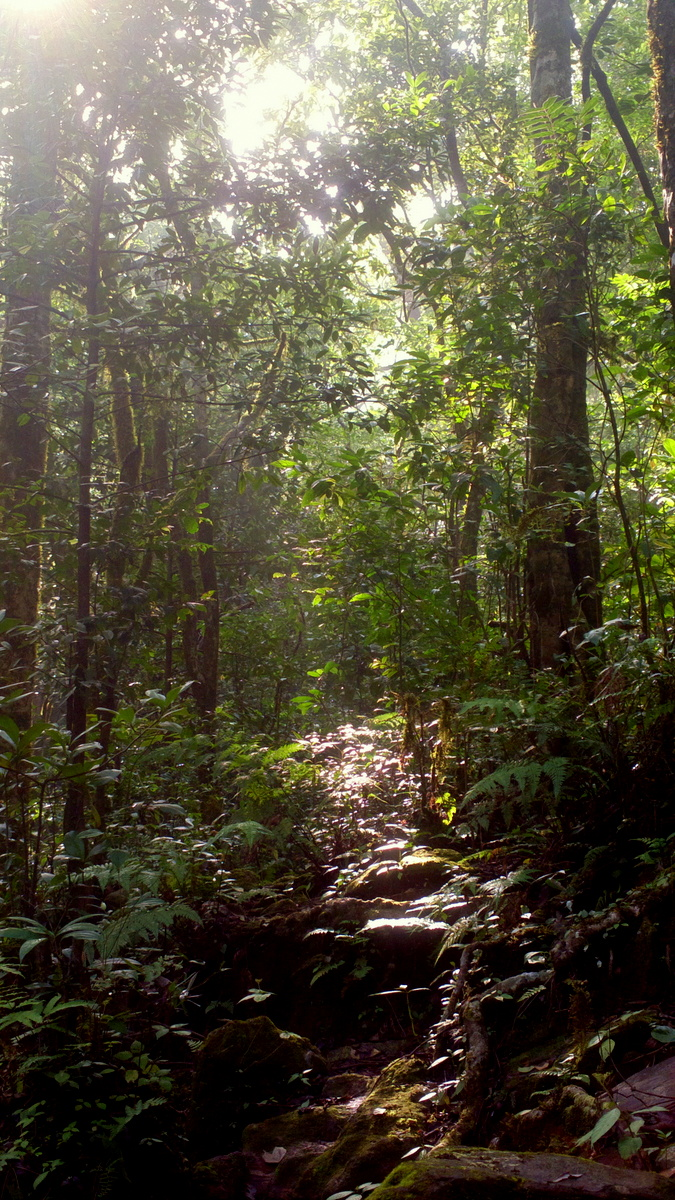
Ліс шола в горах Кудремукх

## Географія
Екорегіон гірських дощових лісів Північно-Західних Гат охоплює середні висоти і високогір'я північної частини Західних Гат, розташовані на висоті понад 1000 м над рівнем моря, і простягається від крайнього півдня Гуджарата через Махараштру та Гоа до Карнатаки, паралельно західному узбережжю Індії. На більш низьких висотах екорегіон переходить у вологі листяні ліси Північно-Західних Гат. В Західних Гатах беруть свій початок річки Ґодаварі, Крішна та Кавері, які течуть на схід, через Деканське плато, і впадають у Бенгальську затоку. Стрімкі західні схили цих гір підіймаються на висоту понад 1000 м над рівнем моря, а східні схили так само стрімко спускаються до Деканського плато.

## Клімат
В межах екорегіону переважає вологий і спекотний тропічний клімат. Високі Західні Гати перехоплюють вологу південно-західних мусонів, які дмуть з червня по вересень. Таким чином, на їх західних схилах середньорічна кількість опадів може досягати 2500-3000 мм, а на східних схилах — 1000 мм. Середні температури в горах є нижчими, ніж на навколишніх рівнинах, і знижуються зі збільшенням висоти.

## Флора
Основними рослинними угрупованнями екорегіону є багатоярусні дощові ліси, дерева в яких досягають висоти 45 м. Ці дерева вкриті ліанами та епіфітами, особливо різними видами орхідей. Ці орхідеї мають спеціалізовані системи запилення і часто залежать від одного виду-запилювача. Основу лісів регіону складають тикові дерева (Tectona grandis), а також різноманітні представники родин Діптерокарпові (Dipterocarpaceae), Клузієві (Clusiaceae), Фісташкові (Anacardiaceae), Сапотові (Sapotaceae) та Мелієві (Meliaceae). На висоті понад 900 м над рівнем моря в лісах переважають представники родини Лаврові (Lauraceae). Бамбуки та пальми формують в лісах густий, непрохідний підлісок. Різні види стробліантів (Strobilanthes), іксор (Ixora), кантіумів (Canthium), нитинок (Selaginella) та арізем (Arisaema), а також представники родин Акантові (Acanthaceae) і Аннонові (Annonaceae) та різноманітні папороті формують на землі густий килим з рослинності. Серед рідкісних видів дерев, поширених в екорегіоні, слід відзначити Myristica malabarica та Diospyros sylvatica
На схилах найвищих гірських вершин, розташованих в південній частині екорегіону, зустрічаються невисокі вічнозелені ліси шола, а на вершинах гір поширені гірські луки. Серед характерних рослин, що зустрічаються в лісах шола, слід відзначити деревоподібний рододендрон (Rhododendron arboreum), непальську магонію (Mahonia napaulensis), вигнутий елеокарпус (Elaeocarpus recurvatus), дрібнозубчастий падуб (Ilex denticulata), нільгирійську магнолію (Magnolia nilagirica), актінодафну Бурдело (Actinodaphne bourdillonii) та різні види сизигіумів (Syzygium spp.). Високогірні луки екорегіону характеризуються вогнестійкими та морозостійкими травами. Серед трав, поширених на цих луках, слід відзначити цейлонський золотоборідник (Chrysopogon nodulibarbis), звивистий цимбопогон (Cymbopogon flexuosus), війчастий очеретник (Arundinella ciliata), середньолистий очеретник (Arundinella mesophylla), горбковий очеретник (Arundinella tuberculata), тремтячу темеду (Themeda tremula) та жилкувату сехіму (Sehima nervosum).

## Фауна
Екорегіон гірських дощових лісів Північно-Західних Гат вирізняється високим фауністичним різноманіттям. В межах екорегіону зустрічається близько 90 видів ссавців. Серед рідкісних великих ссавців, поширених в регіоні, слід відзначити бенгальського тигра (Panthera tigris tigris), індійського леопарда (Panthera pardus fusca), індійського слона (Elephas maximus), гаура (Bos gaurus), гірського куона (Cuon alpinus) та ведмедя-губача (Melursus ursinus). Також в екорегіоні мешкають рідкісні левохвості макаки (Macaca silenus), велетенські індійські білки (Ratufa indica) та майже ендемічні великоплямисті цивети (Viverra civettina).
В межах екорегіону зустрічається понад 345 видів птахів. Серед поширених в регіоні птахів слід відзначити дев'ять майже ендемічних видів. Нільгирійські голуби (Columba elphinstonii), малабарські токо (Ocyceros griseus), сіроголові бюльбюлі (Brachypodius priocephalus), сіролобі кратеропи (Argya subrufa), вогнисті сіпараї (Aethopyga vigorsii) та малабарські папуги (Psittacula columboides) окрім вологих листяних лісів Північно-Західних Гат також зустрічаються у навколишніх рівнинних вологих лісах, а білочереві вагабунди (Dendrocitta leucogastra), сіроволі чагарниці (Montecincla jerdoni) та рудобокі підпаленики (Sholicola major) мешкають переважно у високогір'ях. Серед інших птахів, поширених в екорегіоні, слід відзначити рідкісних індійських флоріканів (Sypheotides indicus), сірих пеліканів (Pelecanus philippensis), індійських токо (Ocyceros birostris) та дворогих гомраїв (Buceros bicornis). 
Рівень ендемізму серед тварин екорегіону найбільш виражений у жаб. 138 зі 158 видів жаб, поширених в горах регіону, є ендеміками, які більше ніде на Землі не зустрічаються.

## Збереження
Оцінка 2017 року показала, що 5331 км², або 17 % екорегіону, є заповідними територіями. Ще близько 39 % екорегіону вкриті лісами, однак перебувають поза межами заповідників. Природоохоронні території включають:
- Тигровий заповідник Калі, Карнатака (80 км²)
- Природний заповідник Бхадра[en], Карнатака (200 км²)
- Національний парк Чандолі[en], Махараштра (80 км²)
- Природний заповідник Данделі[en], Карнатака (1060 км²)
- Природний заповідник Койна[en], Махараштра (160 км²)
- Національний парк Кудремукх[en], Карнатака (820 км²)
- Природний заповідник Мукамбіка[en], Карнатака (160 км²)
- Природний заповідник Пушпагірі[en], Карнатака (70 км²)
- Природний заповідник Радханагарі[en], Махараштра (350 км²)
- Природний заповідник долини Шараваті[en], Карнатака (370 км²)
- Природний заповідник Шеттіхаллі[en], Карнатака (470 км²)
- Природний заповідник Сомешвара[en], Карнатака (40 км²)
- Природний заповідник Танса[en], Махараштра (130 км²)